# 2. СС оклопна дивизија Рајх
2. СС оклопна дивизија "Рајх" (Das Reich) је била једна од 38 дивизија Вафен-СС-а током Другог светског рата. То је једна од најпознатијих и највише проучаваних СС дивизија. Рајх дивизију чинили су неки од најбољих, најбоље обучених и најискуснијих војника у свету у то време.
Дивизија је узела учешћа у инвазији на Француску и неколико највећих битака на Источном фронту, пре него што је враћена у Француску где се борила у Нормандији, Арденима и коначно у Мађарској и Аустрији. Симбол дивизије била је Волфсангел руна.